# Obliquogobius cometes
Obliquogobius cometes är en fiskart som först beskrevs av Alcock, 1890.  Obliquogobius cometes ingår i släktet Obliquogobius och familjen smörbultsfiskar. Inga underarter finns listade i Catalogue of Life.